# Chat de gouttière

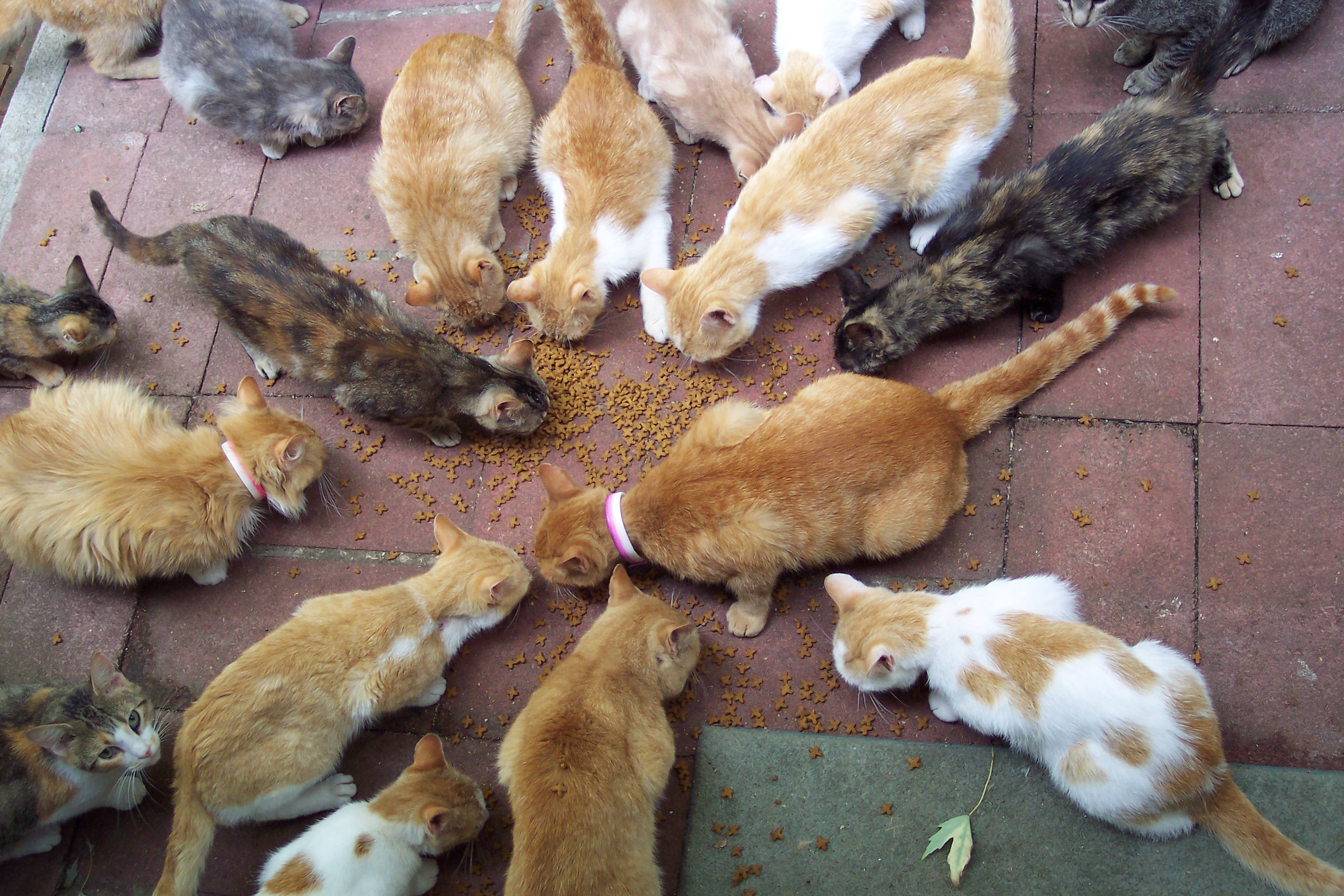
Chats domestiques à la lignée indéterminée, donc sans race précise.

Un chat de gouttière ou de gouttières, ou bien chat de maison ou chat commun est un chat domestique qui n’a pas de race précise. Le chat de gouttière est l'équivalent du chien bâtard.

## Terminologie

### Étymologie

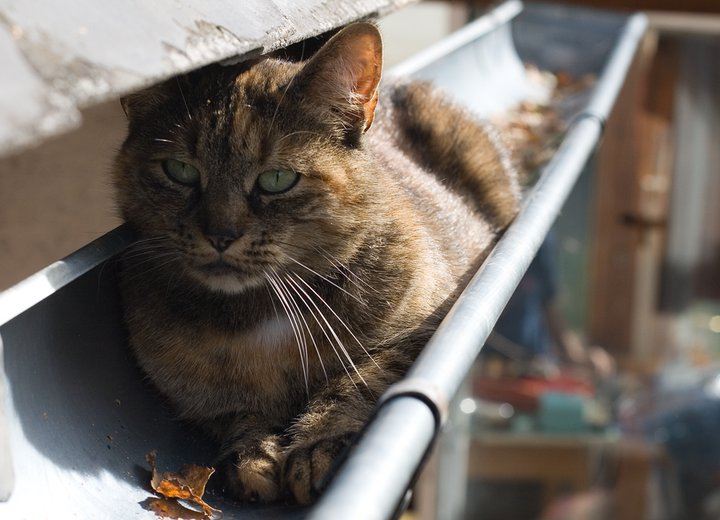
Un « chat de gouttière », dans une gouttière, dont la robe « tabby » (pelage rayé ou tacheté) évoque celle du Chat sauvage (Felis silvestris).

Le nom « chat de gouttière » était utilisé par les Parisiens pour désigner les chats errants se promenant sur les toits,
Les chats aiment se promener sur les hauteurs. Il n’est pas rare que des chats se promènent, se rencontrent, voire copulent dans les gouttières des maisons. Les chatons nés de ces rencontres, dont on ne connaît pas le père, ont pris le nom de chat de gouttière.

### Acceptions
Par extension on appelle chat de gouttière tout chat dont on ne connaît pas avec certitude les ascendants. Le chat de gouttière vit de façon plus ou moins indépendante des humains, mais il se distingue du chat errant qui est retourné tout à fait à l'état sauvage, aussi appelé chat haret. 
Le chat de maison est souvent confondu avec le chat de race european shorthair, plus communément appelé européen. Il existe en Europe de nombreux chats de gouttière dont la morphologie ressemble à celle de l'european shorthair pour les néophytes. Cette confusion se retrouve pour d'autres races, un chat gris uni étant improprement appelé « chartreux » ou un colourpoint « siamois ».

## Origines incertaines

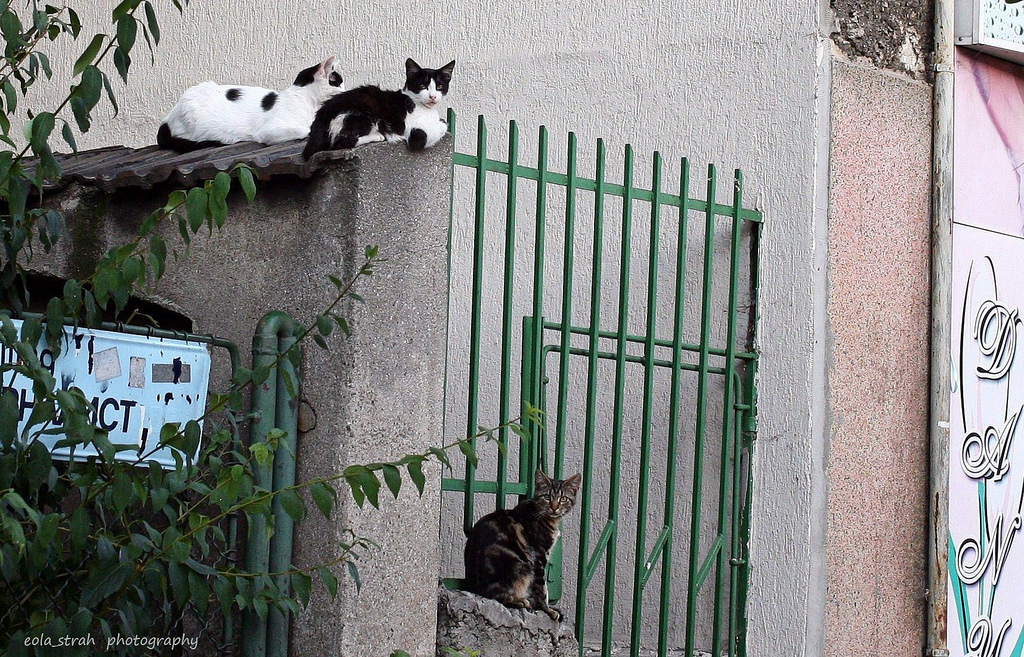
Chats de gouttière à pelages variés.

Les origines du chat de gouttière sont celles du chat domestique de façon générale. On ne connaît pas de façon certaine l’origine du chat domestique actuel mais il est probablement le fruit de croisement entre le chat orné asiatique, le chat sauvage africain puis le chat sauvage européen.
Aujourd’hui, en France, la grande majorité des foyers ayant des chats possèdent des chats de gouttière. 
Ils sont également autorisés à participer aux expositions sous conditions. Il faut qu’ils soient neutrés (stérilisation ou castration) et enregistrés auprès d’une association.

## Standards
Aucun standard n’existe pour le chat de gouttière puisqu’il n’est pas une race et donc n’a aucune caractéristique physique particulière.  Toutes les tailles, robes, couleur et variétés existent.

## Caractère

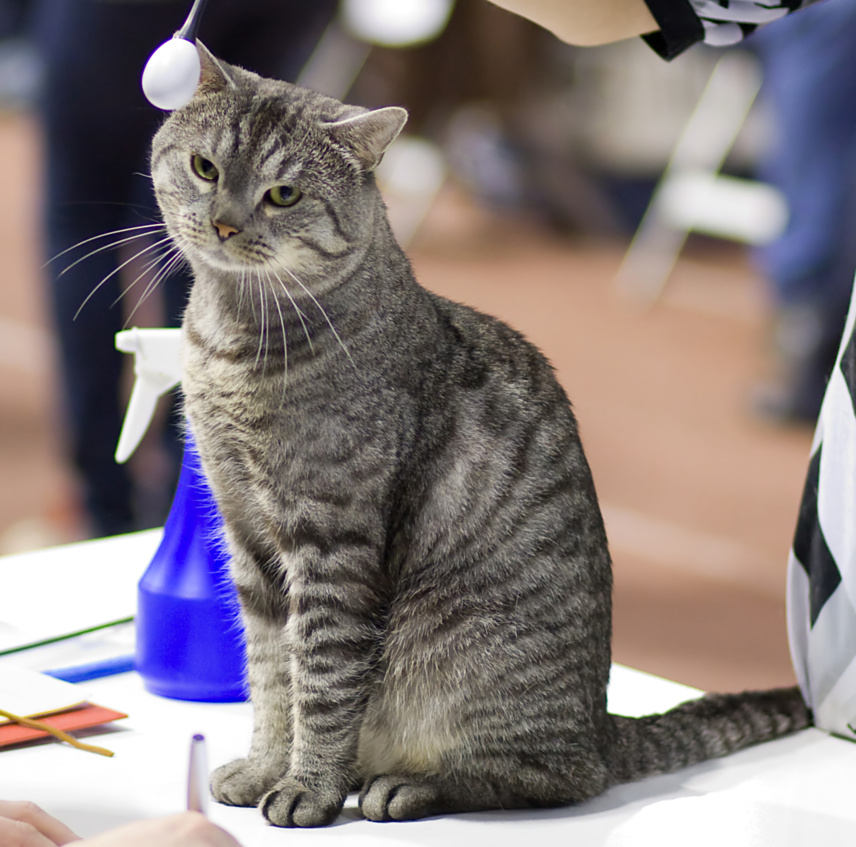
L'european shorthair, comme ce sujet présenté en exposition féline, est fréquemment confondu avec le chat de gouttière.

Il n’existe pas non plus de caractère commun aux chats de gouttière. Il est principalement influencé par les conditions de vie, d’éducation et de sevrage.

## Races apparentées
Toutes les races descendent des chats de gouttière, dont on a reproduit les sujets ayant des particularités physiques (mutations génétiques spontanées, physique sortant du lot, couleur originale). Certaines plus directement que d’autres, car par la suite les nouvelles races ont été croisées avec d’autres et les ont éloignées du type d’origine.
Encore très proches du chat de gouttière on trouve :
- l’european shorthair
- l’american shorthair
- le british shorthair

### La race«Européen»
L'européen, maintenant appelé european shorthair, est systématiquement confondu avec le chat de gouttière du fait qu'il existe en Europe de nombreux chats de gouttière qui ont toutes les caractéristiques (morphologie, caractère, santé) de cette race. Le terme « européen » est devenu dans le langage courant un synonyme de « chat de gouttière » ou « chat de maison ».

## Dans l'art

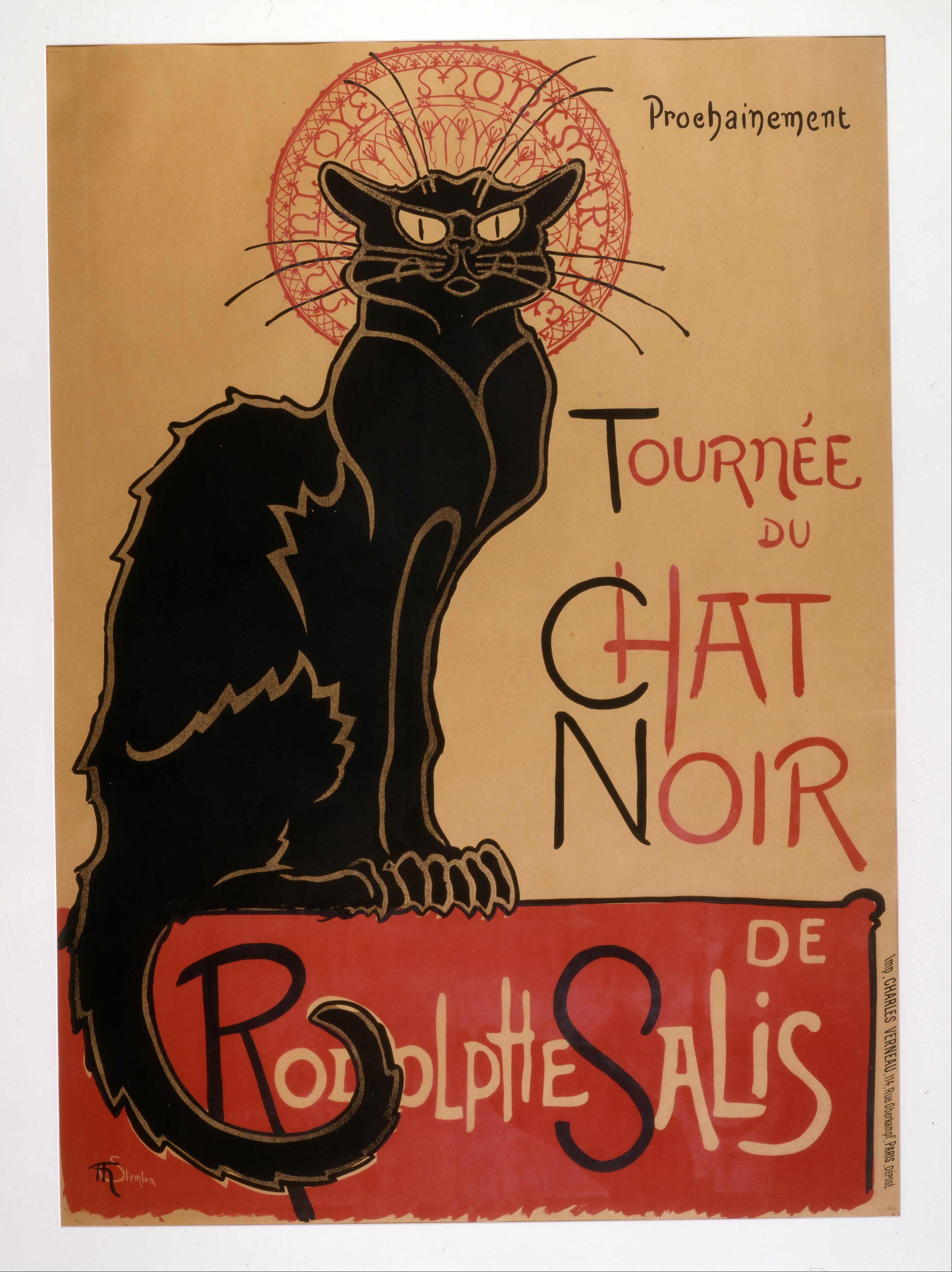
Affiche du cabaret Le Chat noir.

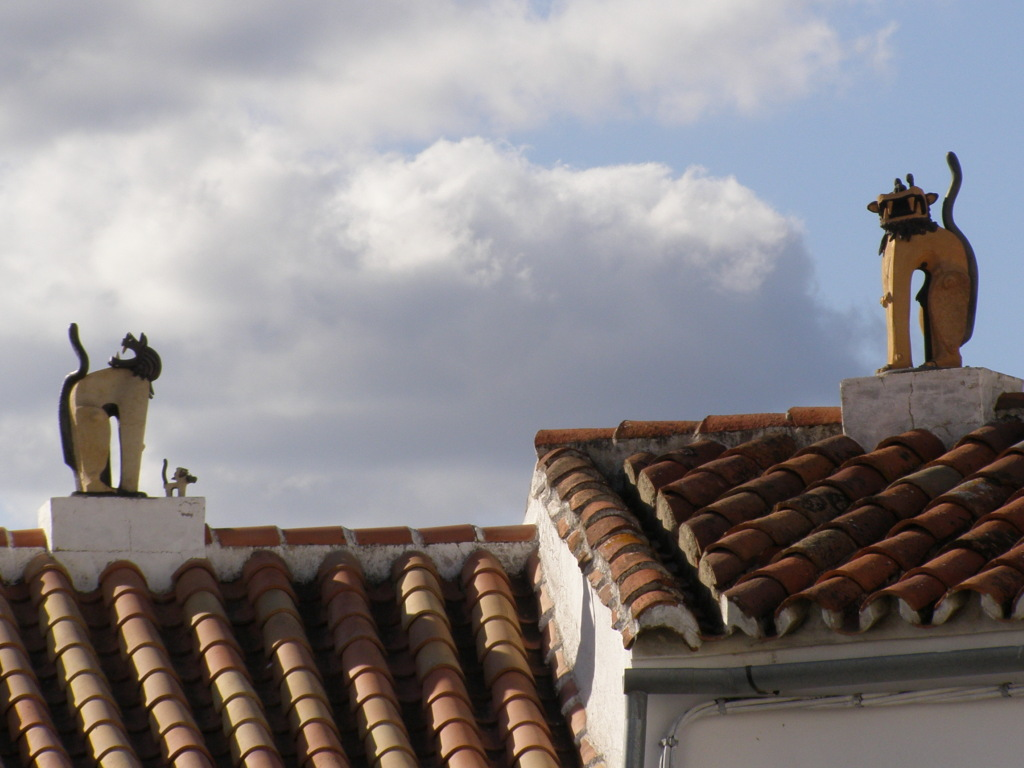
Chats de gouttière en terre cuite, sur une toiture andalouse.

Le château de Pierrefonds, restauré par Viollet-le-Duc comporte 80 sculptures de chats
On peut trouver des chats de gouttière sur de nombreux tableaux et notamment sur ceux de célèbres peintres français. L’affiche dessinée pour le cabaret parisien Le Chat noir par Théophile Alexandre Steinlen est peut-être la plus connue. Ce dernier a également peint les chats dans d’autres tableaux.
On peut également apercevoir un chat noir sur le tableau Olympia d’Édouard Manet dont on peut supposer qu’il s’agit d’un chat de gouttière, beaucoup plus présent à cette époque que le chat de race.
Kedi, film documentaire turc de Ceyda Torun sorti en 2016, suit sept chats de gouttière à travers Istanbul.